# Anders Herrlin
Anders Herrlin, född 17 september 1961 i Halmstad, är en svensk musiker. Han är basist i Gyllene Tider och musikproducent, låtskrivare och kompositör av filmmusik. Han är gift med artisten Jennie Löfgren.

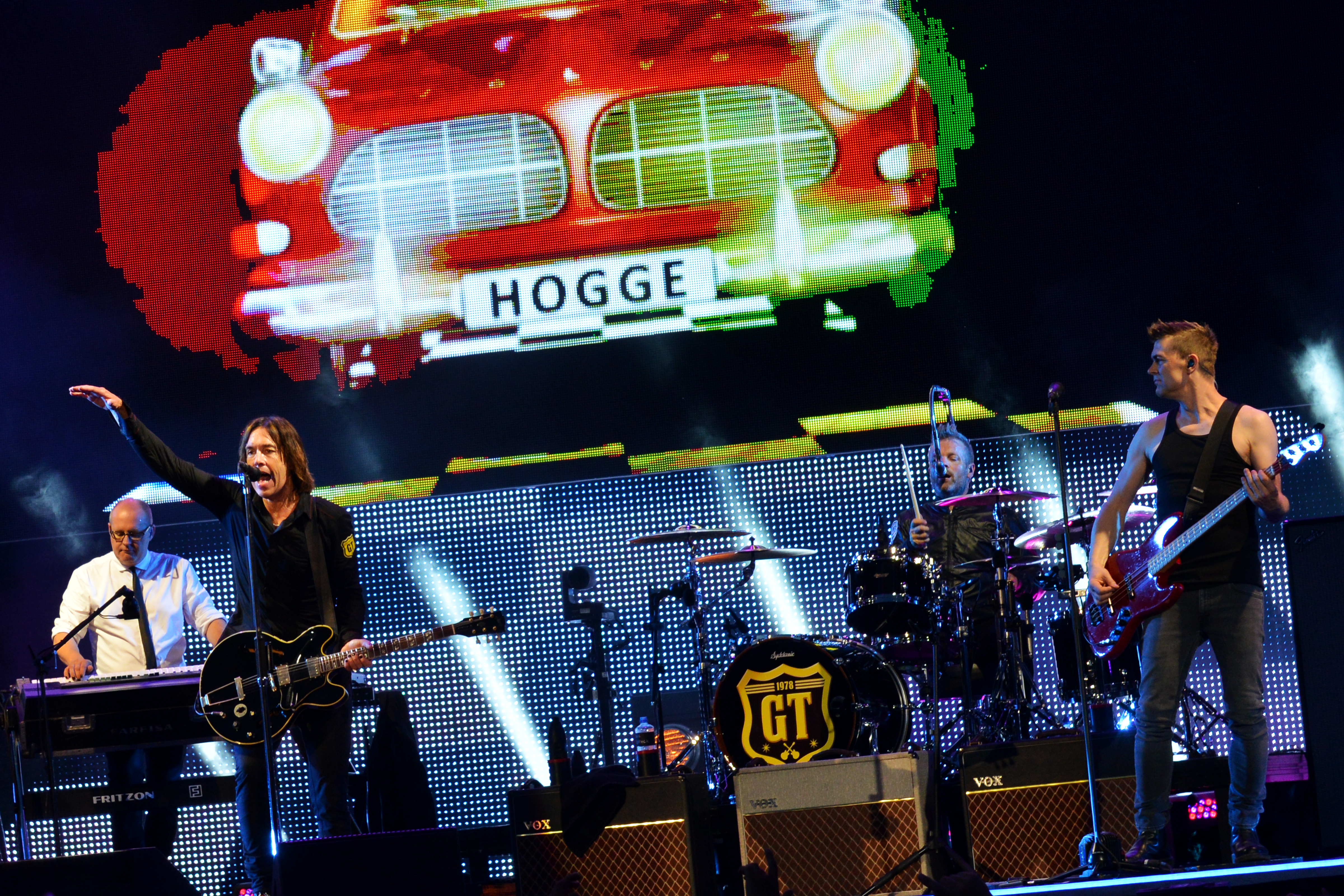
Anders Herrlin med Gyllene Tider i Linköping under turnén "Dags att tänka på refrängen"

## Diskografi

### Album med Gyllene Tider
- Gyllene Tider
- Moderna Tider
- Puls
- Heartland Café
- Finn 5 Fel!
- Dags att tänka på refrängen
- Samma skrot och korn
- Hux Flux

### Medverkar på
- Roxette: "Look Sharp"

- Roxette: "Joyride" (medproducent på "Physical Fascination")

- Roxette: "Tourism"

- Roxette: "Crash Boom bang"

- Roxette: "Don't Bore Us Get To The Chorus" (trum/synth programmerare/basist/tekniker)

- Basist på Roxettes turnéer mellan 1988-1995.

- Marie Fredriksson: "Sparvöga" (producent/musiker/tekniker)

- Marie Fredriksson: "Den Flygande Holländaren": "Ann Katrin, Farväl", "Felicia Adjö", "Veronica" (producent/musiker/tekniker)

- Marie Fredriksson: "Den ständiga resan" (producent/musiker/tekniker/låtskrivare, samt  basist på turnén.)

- Ulf Lundell: singel "Skjut mig med din lyckopil" (producent/programmerare/tekniker)

- Jennie Löfgren: Album + singlar: "Meant To Be" och "Jennie Löfgen"(Producent/musiker/programmerare/tekniker)

- Wilmer X: "Min generator" (producent/programmerare/tekniker)

- Per Gessle: Mazarin: (programmerare, samt basist på turnén.)

- Marie Picasso: "Earth & Sky"(låtskrivare/producent/tekniker)

- Mauro Scocco: "En av oss" (producent/programmerare), "Kall Stjärna" och "Fritt Fall" (kompletterande programmering), Album: Herr Jimssons Äventyr

- Janet Jackson: "All Nte (Don't Stop)" (programmerare) Album "Damita Jo"

- Lene: "Bad Coffee Day" (programmerare/ Stråk arrangemang) "Virgin Superstar" (programmerare) Album: "Play With Me"
- Per Gessle: "En vacker natt", "En vacker dag ","Small Town Talk" (digitalt phlum/elbas/ljudtekniker)[2]

### Filmmusik
- Beck – Skarpt läge (2006)
- Beck – Flickan i jordkällaren (2006)
- Beck – Gamen (2007)
- Beck – Advokaten (2006)
- Beck – Den svaga länken (2007)
- Beck – Den japanska shungamålningen (2007)
- Beck – Det tysta skriket (2007)
- Beck – I Guds namn (2007)
- Häxdansen, TV-serie SVT, 6 avsnitt (2008)
- Oskyldigt dömd (TV-serie)  TV4, 12 avsnitt (2008)
- Oskyldigt dömd (TV-serie) säsong 2 TV4, 12 avsnitt (2009)
- Beck – I stormens öga (2009)
- Beck – Levande begravd (2010)
- Bröderna Karlsson  regi: Kjell Sundvall (2010)
- I nöd eller lust  regi: Kjell Sundvall (2015)
- Vilken jävla cirkus regi: Helena Bergström (2018)
- Heder (TV-serie) regi: Richard Holm,
- Rapport från 2050 (TV-serie) regi: Karin af Klintberg (2020)
- Världens sämsta indier (TV-serie) regi: Karin af Klintberg (2020)
- Heder. säsong 2 (TV-serie) regi: Olof Spaak, Anette Sidor
- Heder. säsong 3 (TV-serie) regi: Joakim Eliasson
- Vi dör i natt regi: Richard Holm (2025)